# Golden Globe Award/Beste Nebendarstellerin – Serie, Mini-Serie oder TV-Film

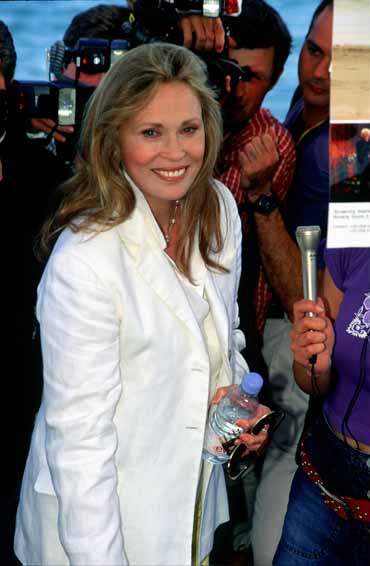
Faye Dunaway (2001)

Golden Globe Award: Beste Nebendarstellerin – Serie, Mini-Serie oder TV-Film
Gewinner und Nominierte in der Kategorie Beste Nebendarstellerin – Serie, Mini-Serie oder TV-Film (Best Supporting Actress – Series, Miniseries or Television Film), die die herausragendsten Schauspielleistungen des vergangenen Kalenderjahres prämiert. Die Kategorie wurde im Jahr 1971 ins Leben gerufen.
Die Britin Joan Plowright erhielt 1993 nicht nur den Preis für die beste Nebenrolle in einer Fernsehsendung, sondern auch jenen für die beste Nebenrolle in einem Kinofilm.
| Statistik                           | Name               | Anzahl | Jahr                               |
| ----------------------------------- | ------------------ | ------ | ---------------------------------- |
| Häufigste Auszeichnungen            | Valerie Bertinelli | 2      | 1981, 1982                         |
| Häufigste Auszeichnungen            | Faye Dunaway       | 2      | 1985, 1999                         |
| Häufigste Auszeichnungen            | Polly Holliday     | 2      | 1979, 1980                         |
| Häufigste Auszeichnungen            | Laura Dern         | 2      | 2009, 2018                         |
| Häufigste Nominierungen (ohne Sieg) | Rhea Perlman       | 6      | 1985, 1987, 1988, 1989, 1990, 1992 |

In unten stehender Liste sind die Preisträgerinnen nach dem Jahr der Verleihung gelistet. Es werden jeweils Darstellerinnen des Vorjahrs ausgezeichnet. Die aufgeführten Filme oder Mini-Serien werden mit ihrem deutschen Titel (sofern ermittelbar) angegeben, danach folgt in Klammern in kursiver Schrift der fremdsprachige Originaltitel. Die Nennung des Originaltitels entfällt, wenn deutscher und fremdsprachiger Filmtitel identisch sind. Die Gewinnerinnen stehen hervorgehoben an erster Stelle.

## 1970er Jahre
1971
Gail Fisher – Mannix
- Sue Ane Langdon – Arnie
- Miyoshi Umeki – Eddies Vater (The Courtship Of Eddie's Father)
- Karen Valentine – Room 222
- Lesley Ann Warren – Kobra, übernehmen Sie (Mission: Impossible)

1972
Sue Ane Langdon – Arnie
- Amanda Blake – Rauchende Colts (Gunsmoke)
- Gail Fisher – Mannix
- Sally Struthers – All in the Family
- Lily Tomlin – Rowan & Martin's Laugh-In

1973
Ruth Buzzi – Rowan & Martin's Laugh-In
- Susan Dey – Die Partridge Familie (The Partridge Family)
- Valerie Harper – Mary Tyler Moore (The Mary Tyler Moore Show)
- Vicki Lawrence – The Carol Burnett Show
- Audra Lindley – Bridget und Bernie (Bridget Loves Bernie)
- Sally Struthers – All in the Family
- Elena Verdugo – Dr. med. Marcus Welby (Marcus Welby, M.D.)

1974
Ellen Corby – Die Waltons (The Waltons)
- Gail Fisher – Mannix
- Valerie Harper – Mary Tyler Moore (The Mary Tyler Moore Show)
- Sally Struthers – All in the Family
- Loretta Swit – M*A*S*H

1975
Betty Garrett – All in the Family
- Ellen Corby – Die Waltons (The Waltons)
- Julie Kavner – Rhoda
- Vicki Lawrence – The Carol Burnett Show
- Nancy Walker – McMillan and Wife

1976
Hermione Baddeley – Maude
- Susan Howard – Petrocelli
- Julie Kavner – Rhoda
- Nancy Walker – McMillan and Wife
- Nancy Walker – Rhoda

1977
Josette Banzet – Reich und Arm (Rich Man, Poor Man)
- Adrienne Barbeau – Maude
- Darleen Carr – Once an Eagle
- Ellen Corby – Die Waltons (The Waltons)
- Julie Kavner – Rhoda
- Vicki Lawrence – The Carol Burnett Show
- Anne Meara – Rhoda
- Sally Struthers – All in the Family

1978
Preis nicht vergeben
1979
Polly Holliday – Imbiß mit Biß (Alice)
- Marilu Henner – Taxi
- Julie Kavner – Rhoda
- Linda Kelsey – Lou Grant
- Audra Lindley – Herzbube mit zwei Damen (Three's Company)
- Nancy Walker – Rhoda

## 1980er Jahre
1980
Polly Holliday – Imbiß mit Biß (Alice)
- Loni Anderson – WKRP in Cincinnati
- Marilu Henner – Taxi
- Beth Howland – Imbiß mit Biß (Alice)
- Linda Kelsey – Lou Grant

1981
Valerie Bertinelli – One Day at a Time

Diane Ladd – Imbiß mit Biß (Alice)
- Marilu Henner – Taxi
- Beth Howland – Imbiß mit Biß (Alice)
- Linda Kelsey – Lou Grant

1982
Valerie Bertinelli – One Day at a Time
- Danielle Brisebois – Archie Bunker's Place
- Marilu Henner – Taxi
- Beth Howland – Imbiß mit Biß (Alice)
- Lauren Tewes – Love Boat (The Love Boat)

1983
Shelley Long – Cheers
- Valerie Bertinelli – One Day at a Time
- Marilu Henner – Taxi
- Beth Howland – Imbiß mit Biß (Alice)
- Carol Kane – Taxi
- Loretta Swit – M*A*S*H

1984
Barbara Stanwyck – Die Dornenvögel (The Thorn Birds)
- Polly Holliday – The Gift Of Love: A Christmas Story
- Angela Lansbury – The Gift Of Love: A Christmas Story
- Piper Laurie – Die Dornenvögel (The Thorn Birds)
- Jean Simmons – Die Dornenvögel (The Thorn Birds)
- Victoria Tennant – Der Feuersturm (The Winds of War)

1985
Faye Dunaway – Ellis Island
- Selma Diamond – Harrys wundersames Strafgericht (Night Court)
- Marla Gibbs – Die Jeffersons (The Jeffersons)
- Gina Lollobrigida – Falcon Crest
- Rhea Perlman – Cheers
- Roxana Zal – Something About Amelia

1986
Sylvia Sidney – Früher Frost – Ein Fall von Aids (An Early Frost)
- Lesley-Anne Down – Fackeln im Sturm (North and South)
- Katherine Helmond – Wer ist hier der Boss? (Who's The Boss?)
- Kate Reid – Tod eines Handlungsreisenden (Death Of a Salesman)
- Inga Swenson – Benson

1987
Olivia de Havilland – Anastasia (Anastasia: The Mystery of Anna)
- Justine Bateman – Familienbande (Family Ties)
- Piper Laurie – Trage deines Bruders Bürde (Promise)
- Geraldine Page – Verfolgt und gejagt (Nazi Hunter: The Beate Klarsfeld Story)
- Lilli Palmer – Peter der Große (Peter the Great)
- Rhea Perlman – Cheers

1988
Claudette Colbert – Dark Society (The Two Mrs. Grenvilles)
- Allyce Beasley – Das Model und der Schnüffler (Moonlighting)
- Julia Duffy – Newhart
- Christine Lahti – Amerika
- Rhea Perlman – Cheers

1989
Katherine Helmond – Wer ist hier der Boss? (Who's the Boss?)
- Jackée Harry – 227
- Swoosie Kurtz – Liebe auf Texanisch (Baja Oklahoma)
- Rhea Perlman – Cheers
- Susan Ruttan – L.A. Law – Staranwälte, Tricks, Prozesse (L.A. Law)

## 1990er Jahre
1990
Amy Madigan – Eine Frau klagt an (Roe vs. Wade)
- Anjelica Huston – Der Ruf des Adlers (Lonesome Dove)
- Rhea Perlman – Cheers
- Susan Ruttan – L.A. Law – Staranwälte, Tricks, Prozesse (L.A. Law)
- Julie Sommars – Matlock

1991
Piper Laurie – Twin Peaks
- Sherilyn Fenn – Twin Peaks
- Faith Ford – Murphy Brown
- Marg Helgenberger – China Beach
- Park Overall – Harrys Nest (Empty Nest)

1992
Amanda Donohoe – L.A. Law – Staranwälte, Tricks, Prozesse (L.A. Law)
- Sammi Davis-Voss – Homefront
- Faith Ford – Murphy Brown
- Estelle Getty – Golden Girls (The Golden Girls)
- Park Overall – Harrys Nest (Empty Nest)
- Rhea Perlman – Cheers
- Jean Stapleton – Ein Licht in der Dunkelheit (Fire in the Dark)

1993
Joan Plowright – Stalin
- Olympia Dukakis – Frank Sinatra – Der Weg an die Spitze (Sinatra)
- Laurie Metcalf – Roseanne
- Park Overall – Harrys Nest (Empty Nest)
- Amanda Plummer – Miss Rose White
- Gena Rowlands – Verrückt vor Liebe (Crazy in Love)

1994
Julia Louis-Dreyfus – Seinfeld
- Ann-Margret – Alex Haley's Queen
- Cynthia Gibb – Gypsy
- Cecilia Peck – The Portrait
- Theresa Saldana – Der Polizeichef (The Commish)

1995
Miranda Richardson – Vaterland (Fatherland)
- Sônia Braga – Flammen des Widerstands (The Burning Season)
- Tyne Daly – Christy
- Jane Leeves – Frasier
- Laura Leighton – Melrose Place
- Julia Louis-Dreyfus – Seinfeld
- Laurie Metcalf – Roseanne
- Leigh Taylor-Young – Picket Fences – Tatort Gartenzaun (Picket Fences)
- Liz Torres – The John Larroquette Show

1996
Shirley Knight – Unter Anklage – Der Fall McMartin (Indictment: The McMartin Trial)
- Christine Baranski – Cybill
- Judy Davis – Serving in Silence: The Margarethe Cammermeyer Story
- Melanie Griffith – Buffalo Girls
- Lisa Kudrow – Friends
- Julianna Margulies – Emergency Room – Die Notaufnahme (ER)

1997
Kathy Bates – Die Jay Leno-Story (The Late Shift)
- Christine Baranski – Cybill
- Cher – Haus der stummen Schreie (If These Walls Could Talk)
- Kristen Johnston – Hinterm Mond gleich links (3Rd Rock from the Sun)
- Greta Scacchi – Rasputin

1998
Angelina Jolie – George Wallace
- Joely Fisher – Ellen
- Della Reese – Ein Hauch von Himmel (Touched By an Angel)
- Gloria Reuben – Emergency Room – Die Notaufnahme (ER)
- Mare Winningham – George Wallace

1999
Faye Dunaway – Gia – Preis der Schönheit und Camryn Manheim – Practice – Die Anwälte (The Practice)
- Helena Bonham Carter – Merlin
- Jane Krakowski – Ally McBeal
- Wendie Malick – Just Shoot Me – Redaktion durchgeknipst (Just Shoot Me!)
- Susan Sullivan – Dharma & Greg

## 2000er Jahre
2000
Nancy Marchand – Die Sopranos (The Sopranos)
- Kathy Bates – Annie – Weihnachten einer Waise (Annie)
- Jacqueline Bisset – Jeanne d’Arc – Die Frau des Jahrtausends (Joan of Arc)
- Kim Cattrall – Sex and the City
- Melanie Griffith – Citizen Kane – Die Hollywood-Legende (RKO 281)
- Cynthia Nixon – Sex and the City
- Miranda Richardson – Die Akte Romero (The Big Brass Ring)

2001
Vanessa Redgrave – Women Love Women (If These Walls Could Talk 2)
- Kim Cattrall – Sex and the City
- Faye Dunaway – Die Nominierung (Running Mates)
- Allison Janney – The West Wing – Im Zentrum der Macht (The West Wing)
- Megan Mullally – Will & Grace
- Cynthia Nixon – Sex and the City

2002
Rachel Griffiths – Six Feet Under – Gestorben wird immer (Six Feet Under)
- Jennifer Aniston – Friends
- Tammy Blanchard – Life with Judy Garland: Me & My Shadows
- Allison Janney – The West Wing – Im Zentrum der Macht (The West Wing)
- Megan Mullally – Will & Grace

2003
Kim Cattrall – Sex and the City
- Megan Mullally – Will & Grace
- Cynthia Nixon – Sex and the City
- Parker Posey – Hell On Heels: The Battle Of Mary Kay
- Gena Rowlands – Hysterical Blindness

2004
Mary-Louise Parker – Engel in Amerika (Angels in America)
- Kim Cattrall – Sex and the City
- Kristin Davis – Sex and the City
- Megan Mullally – Will & Grace
- Cynthia Nixon – Sex and the City

2005
Anjelica Huston – Alice Paul – Der Weg ins Licht (Iron Jawed Angels)
- Drea de Matteo – Die Sopranos (The Sopranos)
- Nicollette Sheridan – Desperate Housewives
- Charlize Theron – The Life and Death of Peter Sellers
- Emily Watson – The Life and Death of Peter Sellers

2006
Sandra Oh – Grey’s Anatomy
- Candice Bergen – Boston Legal
- Camryn Manheim – Elvis
- Elizabeth Perkins – Weeds – Kleine Deals unter Nachbarn (Weeds)
- Joanne Woodward – Empire Falls

2007
Emily Blunt – Gideon’s Daughter
- Toni Collette – Tsunami – Die Killerwelle (Tsunami: The Aftermath)
- Katherine Heigl – Grey’s Anatomy
- Sarah Paulson – Studio 60 on the Sunset Strip
- Elizabeth Perkins – Weeds – Kleine Deals unter Nachbarn (Weeds)

2008
Samantha Morton – Die Moormörderin von Manchester
- Rose Byrne – Damages – Im Netz der Macht (Damages)
- Rachel Griffiths – Brothers & Sisters
- Katherine Heigl – Grey’s Anatomy
- Anna Paquin – Bury My Heart at Wounded Knee
- Jaime Pressly – My Name Is Earl

2009
Laura Dern – Recount
- Eileen Atkins – Cranford
- Melissa George – In Treatment – Der Therapeut (In Treatment)
- Rachel Griffiths – Brothers & Sisters
- Dianne Wiest – In Treatment – Der Therapeut (In Treatment)

## 2010er Jahre
2010
Chloë Sevigny – Big Love
- Jane Adams – Hung – Um Längen besser (Hung)
- Rose Byrne – Damages – Im Netz der Macht (Damages)
- Jane Lynch – Glee
- Janet McTeer – Blut, Schweiß und Tränen (Into the Storm)

2011
Jane Lynch – Glee
- Hope Davis – The Special Relationship
- Kelly Macdonald – Boardwalk Empire
- Julia Stiles – Dexter
- Sofía Vergara – Modern Family

2012
Jessica Lange – American Horror Story
- Kelly Macdonald – Boardwalk Empire
- Maggie Smith – Downton Abbey
- Sofía Vergara – Modern Family
- Evan Rachel Wood – Mildred Pierce

2013
Maggie Smith – Downton Abbey
- Hayden Panettiere – Nashville
- Archie Panjabi – Good Wife (The Good Wife)
- Sarah Paulson – Game Change – Der Sarah-Palin-Effekt (Game Change)
- Sofía Vergara – Modern Family

2014
Jacqueline Bisset – Dancing on the Edge
- Janet McTeer – The White Queen
- Hayden Panettiere – Nashville
- Monica Potter – Parenthood
- Sofía Vergara – Modern Family

2015
Joanne Froggatt – Downton Abbey
- Uzo Aduba – Orange Is the New Black
- Kathy Bates – American Horror Story
- Allison Janney – Mom
- Michelle Monaghan – True Detective

2016
Maura Tierney – The Affair
- Uzo Aduba – Orange Is the New Black
- Joanne Froggatt – Downton Abbey
- Regina King – American Crime
- Judith Light – Transparent

2017
Olivia Colman – The Night Manager
- Lena Headey – Game of Thrones
- Chrissy Metz – This Is Us – Das ist Leben (This Is Us)
- Mandy Moore – This Is Us – Das ist Leben (This Is Us)
- Thandiwe Newton – Westworld

2018
Laura Dern – Big Little Lies
- Ann Dowd – The Handmaid’s Tale – Der Report der Magd (The Handmaid’s Tale)
- Chrissy Metz – This Is Us – Das ist Leben (This Is Us)
- Michelle Pfeiffer – The Wizard of Lies – Das Lügengenie (The Wizard of Lies)
- Shailene Woodley – Big Little Lies

2019
Patricia Clarkson – Sharp Objects
- Alex Borstein – The Marvelous Mrs. Maisel
- Penélope Cruz – American Crime Story
- Thandiwe Newton – Westworld
- Yvonne Strahovski – The Handmaid’s Tale – Der Report der Magd (The Handmaid's Tale)

## 2020er Jahre
2020
Patricia Arquette – The Act
- Helena Bonham Carter – The Crown
- Toni Collette – Unbelievable
- Meryl Streep – Big Little Lies
- Emily Watson – Chernobyl

2021
Gillian Anderson – The Crown
- Helena Bonham Carter – The Crown
- Julia Garner – Ozark
- Annie Murphy – Schitt’s Creek
- Cynthia Nixon – Ratched

2022
Sarah Snook – Succession
- Jennifer Coolidge – The White Lotus
- Kaitlyn Dever – Dopesick
- Andie MacDowell – Maid
- Hannah Waddingham – Ted Lasso